# Otto Eckmann
Otto Eckmann, född 19 november 1865, död 11 juni 1902, var en tysk konstnär.
Eckmann ägnade sig åt måleri, arkitektur och konstindustri och blev en av ledarna för jugendstilen. Eckmann utgav 1897 Neue Formen, en samling dekorativa utkast. Eckmann var livligt verksam för konsthantverkets höjande och fick särskilt för bokkonsten betydelse. Eckmann-skriften är en av Eckmann uppfunnen boktryckstyp.